# Sternotomis lemoulti
Sternotomis lemoulti là một loài bọ cánh cứng trong họ Cerambycidae.